# 9012Live: The Solos
Albums de Yes
90125
(1983) Big Generator
(1987)
9012Live: The Solos est le troisième album live du groupe britannique de rock progressif, Yes. Il est sorti en 1985 sur le label Atco Records et a été produit par le groupe.

## Historique
Il se compose de deux titres, tirés de l'album 90125, enregistrés le 28 septembre 1984 au Northlands Coliseum d'Edmonton au Canada et de cinq titres interprétés en solo par chacun des cinq membres du groupe et enregistrés le 24 juin 1984 à la Westfalenhallen de Dortmund en Allemagne. 
Les titres Hold On et Changes feront partie de la bande originale du film 9012Live. 
L'album se classe 44e au UK Albums Chart et 81e au Billboard 200.
La réédition japonaise de 2009 propose deux titres bonus, City of Love et It Can Happen.

## Titres
| 1. | Hold On       | Trevor Rabin, Chris Squire, Jon Anderson | Yes                       | 6:44 |
| 2. | Si            | Tony Kaye                                | Tony Kaye                 | 2:31 |
| 3. | Solly's Beard | Trevor Rabin                             | Trevor Rabin et Tony Kaye | 4:45 |
| 4. | Soon          | Anderson                                 | Jon Anderson et Tony Kaye | 2:08 |

| 5. | Changes       | Rabin, Anderson, Alan White          | Yes                        | 6:58 |
| 6. | Amazing Grace | Traditionnel – Arrangements : Squire | Chris Squire               | 2:14 |
| 7. | Whitefish     | Squire, White                        | Alan White et Chris Squire | 8:33 |

| 8. | City of Love  | Anderson, Rabin         | Yes | 6:31 |
| 9. | It Can Happen | Anderson, Rabin, Squire | Yes | 6:29 |

## Musiciens
- Jon Anderson : chant (1, 4, 5, 8, 9), guitare acoustique (4)
- Trevor Rabin : guitares (1, 3, 5, 7, 8, 9), chant (5), chœurs (1, 5, 8, 9)
- Chris Squire : basse (1, 5, 6, 7, 8, 9), chœurs (1, 5, 8, 9)
- Tony Kaye : claviers (1 à 5, 8, 9)
- Alan White : batterie (1, 5, 7, 8, 9)

## Charts
| Pays                          | Durée du classement | Meilleur classement | Date             |
| ----------------------------- | ------------------- | ------------------- | ---------------- |
| Canada (RPM)                  | 5 semaines          | 88e                 | 29 décembre 1985 |
| États-Unis (Billboard 200)    | 11 semaines         | 81e                 | 21 décembre 1985 |
| Royaume-Uni (UK Albums Chart) | 3 semaines          | 44e                 | 23 mars 1986     |